# Clusia massoniana
Clusia massoniana là một loài thực vật có hoa trong họ Bứa. Loài này được Lundell mô tả khoa học đầu tiên năm 1940.